# Chhumig Gewog
Chhumig (Dzongkha: ཆུ་མིག་), auch Chummy transkribiert, ist einer von vier Gewogs (Blöcke) des Dzongkhags Bumthang in Zentralbhutan.
Chhumig Gewog ist wiederum eingeteilt in fünf Chiwogs (Wahlkreise). Der Gewog befindet sich im südwestlichen Teil Bumthangs und erstreckt sich über Höhenlagen zwischen 2200 und 4485 m.
Laut der Volkszählung von 2005 leben in diesem Gewog 3591 Menschen auf einer Fläche von 404 km². Die Dzongkhag Administration nennt in ihrem Internetauftritt eine Einwohnerzahl von ungefähr 2900 Menschen, die in 21 (nach Zählung der Wahlkommission 26) Dörfern bzw. Weilern in 291 Haushalten leben.
Zu den Schulen des Gewog zählen drei Grundschulen und zwei weiterführende Schulen, die Chumme Middle Secondary School und die private Sonam Kuenphen Higher Secondary School. Außerdem gibt es ein Institut zur Berufsausbildung. Zur medizinischen Versorgung gibt unter anderem es drei Beratungsstellen. Im Dorf Domkhar befindet sich ein alter, anerkannter Dzong, Tashichholing Dzong, der renoviert und zu einem Wohnpalast für den fünften König, Jigme Khesar Namgyel Wangchuck, ausgebaut wurde.
In Chhumig werden Weizen, Gerste, Buchweizen und als Cash Crops Kartoffeln angebaut.
Der Gewong wird in Ober- und Nieder-Chumme unterteilt.
Die Bevölkerung von Ober-Chumme bestreitet ihren Lebensunterhalt hauptsächlich durch  Ackerbau.
In Nieder-Chhume ist die Yathra-Weberei ein wichtiger Erwerbszweig. Yathras sind handgewebte Wollstoffe, aus denen Taschen, Jacken, Sitzbezüge, Tischdecken, Halstücher etc. hergestellt werden. Ein weiterer Erwerbszweig ist die Viehzucht.
Außerdem gibt es drei Sägemühlen.
Ein kleines Wasserkraftwerk befindet sich in Nangar, die erzeugte Elektrizität teilen sich Chhuming Gewog, Chhoekhor Gewog und Trongsa Dzongkhag. Während einige Dörfer in Nieder-Chhume mit Solarstrom versorgt werden, gibt es in Ober-Chhume noch einige Orte ohne Stromversorgung.
| Chiwog             | Dörfer bzw. Weiler      |
| ------------------ | ----------------------- |
| Gyaltsa རྒྱལ་རྩ་      | Buli                    |
| Gyaltsa རྒྱལ་རྩ་      | Buli/Uru                |
| Gyaltsa རྒྱལ་རྩ་      | Choda                   |
| Gyaltsa རྒྱལ་རྩ་      | Gyaltsa                 |
| Gyaltsa རྒྱལ་རྩ་      | Samtenling              |
| Gyaltsa རྒྱལ་རྩ་      | Uru                     |
| Gyaltsa རྒྱལ་རྩ་      | Urudrangbi              |
| Domkhar དོམ་མཁར་    | Domkhar                 |
| Domkhar དོམ་མཁར་    | Zhicha                  |
| Phurjoen ཕུར་བྱོན་    | Chedeypang              |
| Phurjoen ཕུར་བྱོན་    | Phurjoen                |
| Phurjoen ཕུར་བྱོན་    | Thormeth                |
| Phurjoen ཕུར་བྱོན་    | Ursang                  |
| Zung-Ngae ཟུང་ངས་   | Pangteygoenpa           |
| Zung-Ngae ཟུང་ངས་   | Yamthrag                |
| Zung-Ngae ཟུང་ངས་   | Nangar                  |
| Zung-Ngae ཟུང་ངས་   | Trakar                  |
| Zung-Ngae ཟུང་ངས་   | Thrometh (Samiling)     |
| Zung-Ngae ཟུང་ངས་   | Zugney                  |
| Zung-Ngae ཟུང་ངས་   | Zugney (Chorten Nengpa) |
| Choongphel ཅུང་འཕེལ་ | Bhim                    |
| Choongphel ཅུང་འཕེལ་ | Choongphel              |
| Choongphel ཅུང་འཕེལ་ | Terzok                  |
| Choongphel ཅུང་འཕེལ་ | Tharpaling              |
| Choongphel ཅུང་འཕེལ་ | Yerangbi                |
| Choongphel ཅུང་འཕེལ་ | Zhurey                  |